# 双室壮头蛛
双室壮头蛛（学名：Chorizopes dicavus）为园蛛科壮头蛛属的动物。在中国大陆，分布于湖南等地。该物种的模式产地在湖南绥宁。